# عاكف (اسم)
عاكف هو اسم عربي يعطى للمذكر، ومعناه اللازم، المقيد، المقيم. 

## الأشخاص
- مهدي عاكف
- نعيمة عاكف